# Sol (metropolitana di Madrid)
Sol è una stazione delle linee 1, 2 e 3 della metropolitana di Madrid.

## Storia

### Stazione della metropolitana
La stazione fu inaugurata nel 1919 come capolinea della linea 1 che, all'epoca, collegava Sol con Cuatro Caminos. È una delle otto stazioni più antiche della città. La linea 2 fu inaugurata nel 1924 e i suoi binari vennero collocati, perpendicolarmente, al di sopra di quelli della linea 1. La linea 3 fu aperta nel 1936 e, nella sua collocazione all'interno della stazione di Sol, fu posta alla stessa profondità della linea 1 e perpendicolare alla linea 2.
Negli anni sessanta le pensiline della linea 1 furono ampliate da 60 a 90 m, tuttavia non fu possibile eseguire i lavori in modo parallelo nelle due direzioni a causa del rischio di crollo degli edifici posti in superficie. Per questo una pensilina fu ampliata verso nord e l'altra in direzione sud, facendo della stazione di Sol l'unica con binari non paralleli tra loro.
Tra il 2004 e il 2006 anche le pensiline della linea 3 furono ampliate da 60 a 90 m però, in questo caso, i lavori poterono essere eseguiti parallelamente. Coincidendo con quest'opera fu aperto il nuovo accesso della calle Preciados e furono costruiti nuovi ascensori. Questi permettono di arrivare dalla strada alle linee 2 e 3 senza dover utilizzare scale. Devono ancora essere costruiti quelli per la linea 1.

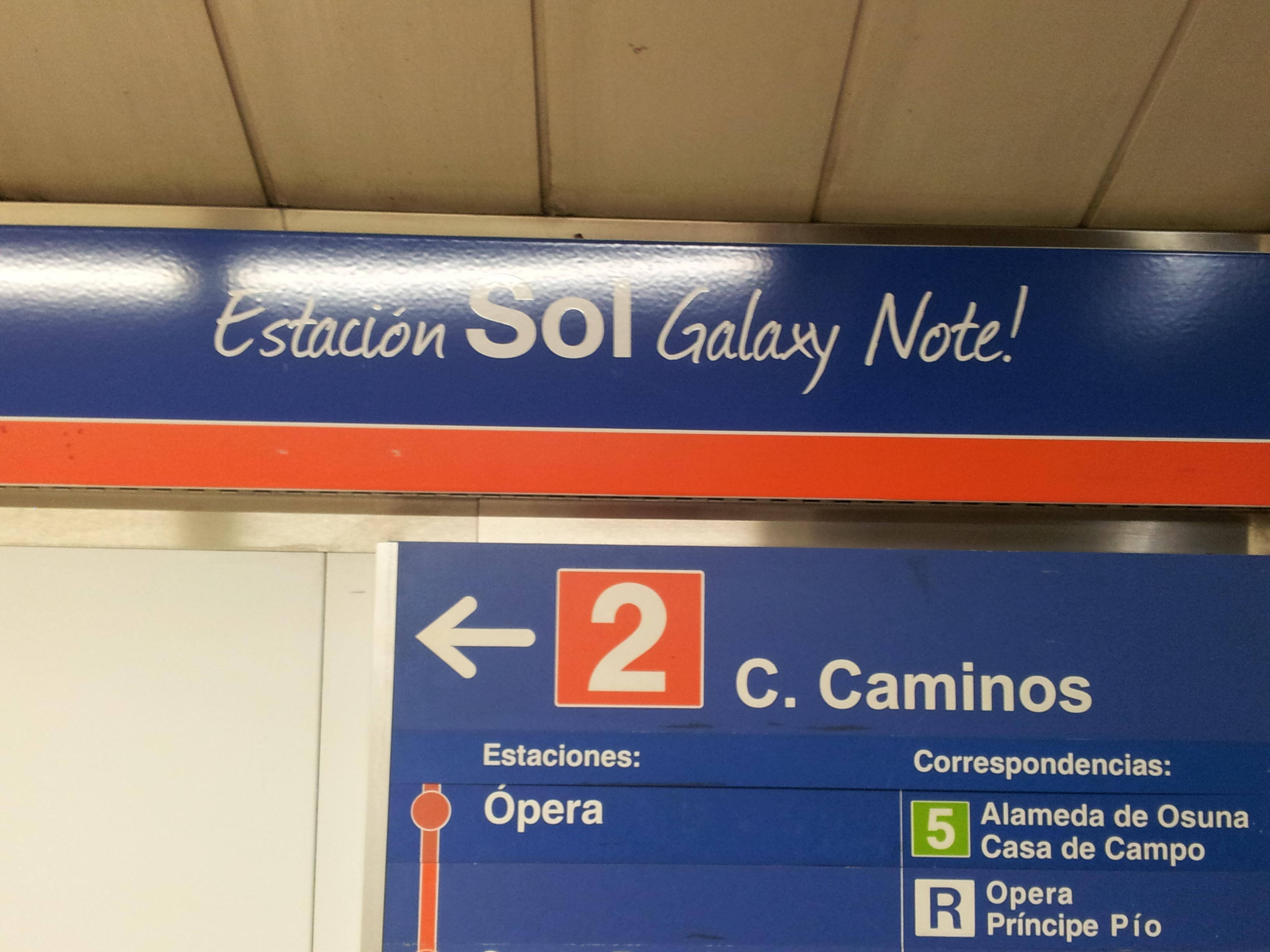
Un pannello della stazione riportante il nome Estación Sol Galaxy Note

Il 13 marzo 2012 il nome della stazione è stato cambiato in Estación Sol Galaxy Note nell'ambito di una campagna pubblicitaria di Samsung per pubblicizzare lo smartphone Galaxy Note. I pannelli della stazione mostreranno questo nome per un mese.
A partire dal 1º giugno 2013 la stazione ha cambiato nome in Estación Vodafone Sol per un periodo di 3 anni. Si tratta del primo passo della strategia commerciale di Metro de Madrid che porterà alla rinomina della linea 2 in linea 2 Vodafone a partire dal mese di settembre 2013.

### Stazione di Cercanías
Nel 2004 iniziarono i lavori per ampliare la stazione e costruire una connessione con la rete di treni di Cercanías. In particolare fu scavato un secondo tunnel che collegasse le stazioni di Atocha e Chamartín passando per Sol ed evitando la stazione di Recoletos. Il tunnel fu aperto il 9 luglio 2008, mentre la stazione di Sol il 27 giugno 2009. Questo ritardo deriva, in parte, dalla scoperta di resti archeologici avvenuta nel 2006. Nell'estate del 2008 furono fermate, in due momenti diversi, le linee 1 e 2 della metropolitana per permettere il completamento della stazione. I binari dei treni di Cercanías furono collocati sotto alla calle Montera tra la Puerta del Sol e la Gran Vía. Contemporaneamente fu costruito un nuovo vestibolo di accesso comune ai treni di Cercanías e alla metropolitana.

## Accessi
Vestibolo Puerta del Sol
- Carretas Puerta del Sol 7 (semiangolo con Calle de las Carretas)
- Carmen Puerta del Sol 12
- Alcalá Puerta del Sol 13

Vestibolo RENFE
- RENFE Scambiatore livello -1

Vestibolo Mayor
- Mayor Puerta del Sol (angolo con Calle Mayor e Calle del Arenal)
- Ascensor Puerta del Sol

Vestibolo Preciados
- Preciados Calle de Preciados 3
- Centro Comercial Accesso diretto al Centro Commerciale "El Corte Inglés"